# RX Близнецов
RX Близнецов (лат. RX Geminorum), HD 49521 — двойная затменная переменная звезда типа Алголя в созвездии Близнецов на расстоянии приблизительно 2532 световых лет (около 777 парсеков) от Солнца. Видимая звёздная величина звезды — от +10,81m до +9,2m. Орбитальный период — около 12,21 суток.

## Характеристики
Первый компонент — белая звезда спектрального класса A0 или A3IIIea. Радиус — около 2,25 солнечных. Эффективная температура — около 7889 К.
Второй компонент — оранжевая звезда спектрального класса K2 или K1:.